# José Higinio Gómez González
José Higinio Gómez González OFM (* 3. April 1932 in Lalín, Provinz Pontevedra, Galicien, Spanien; † 8. Januar 2008 in Lugo, Provinz Lugo) war ein spanischer Geistlicher und römisch-katholischer Bischof von Lugo.

## Leben
José Higinio Gómez González besuchte die von Franziskanern geleiteten Schulen in Herbón bei Padrón und Puenteareas. 1948 trat der Ordensgemeinschaft der Franziskaner (OFM) bei und legte am 18. August 1953 seine Ewige Profess ab. Er studierte Philosophie und Theologie in den Franziskanerseminaren in Puenteareas und Santiago de Compostela sowie anschließend Moraltheologie an der Päpstlichen Universität Antonianum in Rom. Am 24. Juni 1956 empfing er in Rom die Priesterweihe und machte 1959 seinen Abschluss in Kanonischem Recht und 1960 seinen Abschluss in Römischem Recht an der Päpstlichen Lateranuniversität in Rom. 1961 wurde er mit einer Arbeit über Eherecht zum Doctor iuris utriusque (lat. „Doktor beider Rechte“) promoviert. Nach pastoralen Aufenthalten in Italien und Deutschland lehrte er ab 1962 Ehe- und Familienrecht an mehreren Hochschulen und war unter anderem Rektor der franziskanischen Hochschule in Santiago de Compostela sowie Provinzial der Franziskanischen Provinz Santiago. Von 1976 bis 1980 war er Apostolischer Delegat für das Institut für das geweihte Leben des Erzbistums Santiago de Compostela.
1980 wurde er von Papst Johannes Paul II. zum Bischof des Bistums Lugo ernannt. Die Bischofsweihe spendeten ihm am 28. Juni 1980 der damalige Apostolische Nuntius in Spanien Luigi Dadaglio; Mitkonsekratoren waren Angel Suquía Goicoechea, damaliger Erzbischof von Santiago de Compostela, und Carlos Amigo Vallejo, damaliger Bischof von Tanger.
Am 30. November 2007 nahm Papst Benedikt XVI. das Rücktrittsgesuch von José Higinio Gómez González an.